# Trina Jackson
Trina Marie Jackson (16 februari 1977) is een Amerikaanse zwemster. 

## Carrière
Tijdens de Pan-Pacifische kampioenschappen zwemmen 1995 won Jackson drie gouden medailles. Dit toernooi diende als testevenement voor de spelen een jaar later.
Jackson won tijdens de Olympische Zomerspelen van 1996 in eigen land de gouden medaille op de 4×200m vrije slag. 

## Internationale toernooien
| Jaar | Olympische Spelen                                            | WK langebaan      | Pan-Pacifische | Pan-Amerikaanse Spelen                                 | WK kortebaan                                                               |
| ---- | ------------------------------------------------------------ | ----------------- | --- | ------------------------------------------------------ | -------------------------------------------------------------------------- |
| 1993 |                                                              |                   | 5e 400m vrije slag 5e 800m vrije slag 4e 1500m vrije slag                                                               |                                                        | 400m vrije slag · 800m vrije slag · 4e 400m wisselslag · 4x200m vrije slag |
| 1994 |                                                              |                   | |                                                        |                                                                            |
| 1995 |                                                              |                   | 5e 200m vrije slag · 400m vrije slag · 800m vrije slag · 17e 100m vlinderslag · 7e 200m vlinderslag · 4x200m vrije slag | 800m vrije slag · 200m vlinderslag · 4x200m vrije slag |                                                                            |
| 1996 | 4e 200m vrije slag · 8e 200m vlinderslag · 4×200m vrije slag |                   | |                                                        |                                                                            |
| 1997 |                                                              |                   | |                                                        |                                                                            |
| 1998 |                                                              | 4×200m vrije slag | |                                                        |                                                                            |

1996: Jackson, Teuscher, Taormina, Thompson ·
2000: Arsenault, Munz, Benko, Thompson ·
2004: Coughlin, Piper, Vollmer, Sandeno ·
2008: Rice, Barratt, Palmer, Mackenzie ·
2012: Franklin, Vollmer, Vreeland, Schmitt ·
2016: Schmitt, Smith, Dirado, Ledecky ·
2020: Yang, Tang, Zhang, Li ·
2024: O'Callaghan, Pallister, Throssell, Titmus